# Familiäres Wollhaar-Syndrom
Das Familiäre Wollhaar-Syndrom ist eine sehr seltene angeborene Hautkrankheit mit abnormaler Struktur der Kopfhaare mit sehr starker, dauerhafter Kräuselung. Das Haar betroffener weißer Menschen ähnelt dem von Afroamerikanern.
Synonyme sind: Angeborenes Kräuselhaar; Angeborenes Kraushaar; Curly hair; Hypotrichose mit Kräuselhaar; Kräuselhaar Hypotrichose; Krauses Haar; Wollhaar; Woolly hair; Woolly hair Hypotrichosis.
Die Erstbeschreibung stammt aus dem Jahre 1907 durch den britischen Arzt Alfred Milne Gossage (1864–1948).

## Verbreitung
Die Häufigkeit ist nicht bekannt, die Vererbung erfolgt autosomal-dominant oder autosomal-rezessiv.

## Ursache
Je nach zugrunde liegender Mutation können folgende Typen unterschieden werden:
- Autosomal-dominanter Typ (selten) mit Mutationen im KRT74-Gen auf Chromosom 12 Genort q13.13[4]
- Autosomal-dominanter Typ 2, Hypotrichose 13 (selten) mit Mutationen im KRT71-Gen auf Chromosom 12 Genort q13.13[5]
- Autosomal-rezessiver Typ 1 (häufig) mit Mutationen im LPAR6-Gen auf Chromosom 13 an q14.2[6]

Mutationen in diesem Gen finden sich auch bei der Hypotrichose Typ 8
- Autosomal-rezessiver Typ 2 (häufig) mit Mutationen im LIPH-Gen auf Chromosom 3 an q27.2[7]

Mutationen in diesem Gen finden sich auch bei der Hypotrichose Typ 7
- Autosomal-rezessiver Typ 3 mit Mutationen im KRT25-Gen auf Chromosom 17 an q21.2[8]

## Im Rahmen von Syndromen
Bei einigen Syndromen können Wollhaare ein wesentliches Merkmal sein:
- Fragile Haut-Wollhaare-Palmoplantarkeratose-Syndrom[9]
- Naxos-Krankheit (Keratoderm mit Wollhaaren Typ I)
- Menkes-Syndrom
- Salamon-Syndrom (Wollhaare-Hypotrichose-evertierte Unterlippe-abstehende Ohren-Syndrom)
- Wollhaare-Palmoplantarkeratose-dilatative Kardiomyopathie-Syndrom (Synonyme: Carvajal-Syndrom; Carvajal Variante des Naxos Syndroms; englisch Woolly hair-palmoplantar keratoderma-dilated cardiomyopathy syndrome)[10]

## Klinische Erscheinungen
Klinische Kriterien sind:
- Krankheitsbeginn als Neugeborenes oder Kleinkind
- dicht beieinander liegende Locken von etwa 5 mm Durchmesser
- normales Haarwachstum, die Haare können brüchig sein.
- oft besteht eine Hypotrichose

Es kann die gesamte Kopfhaut betroffen sein, oder es treten Wollhaarnaevi auf. Ferner gibt es ein Syndrom, bei dem nur Teile der Kopfhaut betroffen sind und das sich erst bei Jugendlichen und im Erwachsenenalter zeigt.
Es besteht eine Assoziation mit Pili torti, Pili anulati und Trichonodose (Schlingenhaare).

## Diagnose
Die Diagnose ergibt sich klinisch und durch mikroskopische Untersuchung des Haarschaftes sowie gegebenenfalls im Trichogramm.

## Differentialdiagnose
Abzugrenzen sind neben den bereits genannten Syndromen:
- Syndrom der unkämmbaren Haare
- erworbene Formen wie zunehmend krauser werdendes Haar (Allotrichia circumscripta symmetrica), erworbenes progredientes Kräuseln der Haare (APKH)[11] und medikamenteninduziertes Kraushaarsyndrom.

## Therapie
Derzeit gibt es keine Behandlungsmöglichkeit, wollige Haarnaevi können entfernt werden.

## Prognose
Das Ausmaß der Wollhaare lässt im Erwachsenenalter oft nach.